# Vicky Cristina Barcelona
A Vicky Cristina Barcelona egy 2008-ban bemutatott amerikai-spanyol koprodukcióban készült romantikus film, Woody Allen rendezésében, Javier Bardem, Penélope Cruz, Scarlett Johansson és Rebecca Hall főszereplésével.
A történet középpontjában két amerikai nő, Vicky és Cristina áll, akik a nyarat Barcelonában töltik. Ott találkoznak egy művésszel, aki mindkettőjüket egy közös éjszakai kalandra hívja. Vicky-nek kapcsolata van, felháborodva vissza is utasítja Juan Antoniót. Cristina viszont él az ajánlattal és összejön a festővel. Egy harmadik nő, a férfi korábbi neje viszont összekuszálja a szálakat, María Elena váratlan felbukkanására Juan sem számít.
A filmet Avilésben, Barcelonában és Oviedóban forgatták. Woody Allennek ez volt a negyedik filmje, amit az Amerikai Egyesült Államokon kívül forgattak.
A 2008-as cannes-i fesztiválon mutatták be, a mozikba 2008. augusztus 15-én került. Japánban 2008 júniusától lehetett megnézni.

## A történet
|  | Alább a cselekmény részletei következnek! |

Vicky (Rebecca Hall) és Cristina (Scarlett Johansson) kimozdulnak hazulról, hogy ne legyen nyomasztó a nyár. Barcelonába mennek. Vicky távoli rokonát, Judy-t (Patricia Clarkson) és férjét, Mark Nasht (Kevin Dunn) látogatják meg Barcelonában. A narrátor (Christopher Evan Welch) a két barátnőről mesél. Vicky tradicionális értékrendet követő nő, következetes kapcsolatában. Doug (Chris Messina) eljegyzi őt, s feleségül fogja venni. A lányok egy kiállításon találkoznak Juan Antonióval (Javier Bardem), egy festőművésszel. Cristina érdeklődését felkelti a férfi. Judy és Mark elmondja a lányoknak, hogy az erőszakos Juan egy kapcsolattól menekül. A lányok az étteremben látják újra Antoniót, aki az asztalukhoz lép és meginvitálja őket egy közös szeretkezésre és hétvégére Oviedóba. Vicky megpróbál Cristina eszére hatni, hogy ne kövessen el olyan hibát, amit később megbán.
Vicky határozottan elutasítja a javaslatot, Cristina azonban elfogadja. Végül mindketten elutaznak a hétvégére a Juan által vezetett repülőgépen. Cristina megjelenik Juan szobájában, azonban az este folyamán elfogyasztott bor hatására kiújul a gyomorfekélye és rosszul lesz.
Így kényszerűségből (mivel Vicky nem kedveli Juant) Juan és Vicky közös városnézést tesznek, majd meglátogatják Juan apját, akiről kiderül, hogy költő és verseket ír. Vicky egyre érdekesebbnek találja Juant, akivel egy romantikus este végén számára is meglepő fordulattal lefekszik.
Cristina idővel beleszeret Juanba. Mindeközben Doug telefonon többször felhívja Vickyt és azt javasolja neki, keljenek össze Spanyolországban.
Egy este Cristina és Juan Antonio telefonra ébrednek, Juant volt felesége, María Elena miatt hívják, aki megpróbált öngyilkos lenni. Juan hazaviszi a nőt, és kijelenti, hogy egy darabig (akár hónapokig) velük fog lakni, amíg rendbe nem jön. Cristina a helyzetet nehezen tudja elfogadni. Juan Antonio a vendégszobában szállásolja el a nőt. María az őrjöngő káosz maga, Juannal sokat veszekszenek, és mindketten absztrakt képeket festenek. María azt állítja, hogy Juan tőle lopta a legjobb ötleteit, amit Juan tagad. Egy idő után viszont megbékél egymással Cristina és María, María segít Cristinának új hobbijában, a fényképezésben, ami egyre jobban megy neki. Az esték hármasban telnek. María és Cristina között végül szexuális kapcsolat is kialakul. A szerelmi háromszögbe Juan is harmonikusan belefér, mivel mindketten szeretik őt. Végül azonban Cristina nem tudja elfogadni a kialakult helyzetet és Vickyvel együtt visszautazik New Yorkba.

## Szereplők
| Szerep               | Színész                | Magyar hang          |
| -------------------- | ---------------------- | -------------------- |
| Juan Antonio Gonzalo | Javier Bardem          | Szabó Sipos Barnabás |
| Cristina             | Scarlett Johansson     | Ruttkay Laura        |
| Vicky                | Rebecca Hall           | Gubás Gabi           |
| Maria Elena          | Penélope Cruz          | Németh Borbála       |
| Judy Nash            | Patricia Clarkson      | Hámori Ildikó        |
| Mark Nash            | Kevin Dunn             | Konrád Antal         |
| Doug                 | Chris Messina          | Háda János           |
| Ben                  | Pablo Schreiber        | Makranczi Zalán      |
| Sally                | Carrie Preston         |                      |
| Adam                 | Zak Orth               | Bordás János         |
| Charles              | Julio Perillán         |                      |
| Narrátor (hangja)    | Christopher Evan Welch | Széles Tamás         |